# اشتفان هایم
اشتفان هایم (آلمانی: Stefan Heym؛ ۱۰ آوریل ۱۹۱۳ – ۱۶ دسامبر ۲۰۰۱) یک رمان‌نویس اهل آلمان بود.